# Гропшани (Олт)
Гропшани (рум. Gropșani) насеље је у Румунији у округу Олт у општини Вулпени. Oпштина се налази на надморској висини од 164 m.

## Становништво
Према подацима из 2002. године у насељу је живело 977 становника, од којих су сви румунске националности.